# Edward Sorel
Edward Sorel (New York, 26 marzo 1929) è un designer, illustratore e animatore statunitense.
Formatosi alla Cooper Union, insieme ad altri due compagni di studi, Milton Glaser e Seymour Chwast, formò i Push Pin Studios, che divennero presto noti nell'ambiente della grafica professionale americana negli anni '50. Dagli studios Sorel si distaccò nel 1958 per seguire strade creative autonome, fra l'altro realizzando numerose illustrazioni per opere destinate all'infanzia.
La sua copiosa produzione comprende numerose copertine per The Nation, The Atlantic e The New Yorker, ed altre episodicamente ne realizzò per altre testate come Harper's Magazine, Fortune, Forbes, Esquire, American Heritage e The New York Times Magazine. Nel 1997 ne è stata pubblicata una raccolta dal titolo Unauthorized Portraits.
Nel 1998 gli fu dedicata una personale alla National Portrait Gallery di Washington.